# Jururejo
Jururejo is een bestuurslaag in het regentschap Ngawi van de provincie Oost-Java, Indonesië. Jururejo telt 6022 inwoners (volkstelling 2010).